# Distrito Central (Israel)

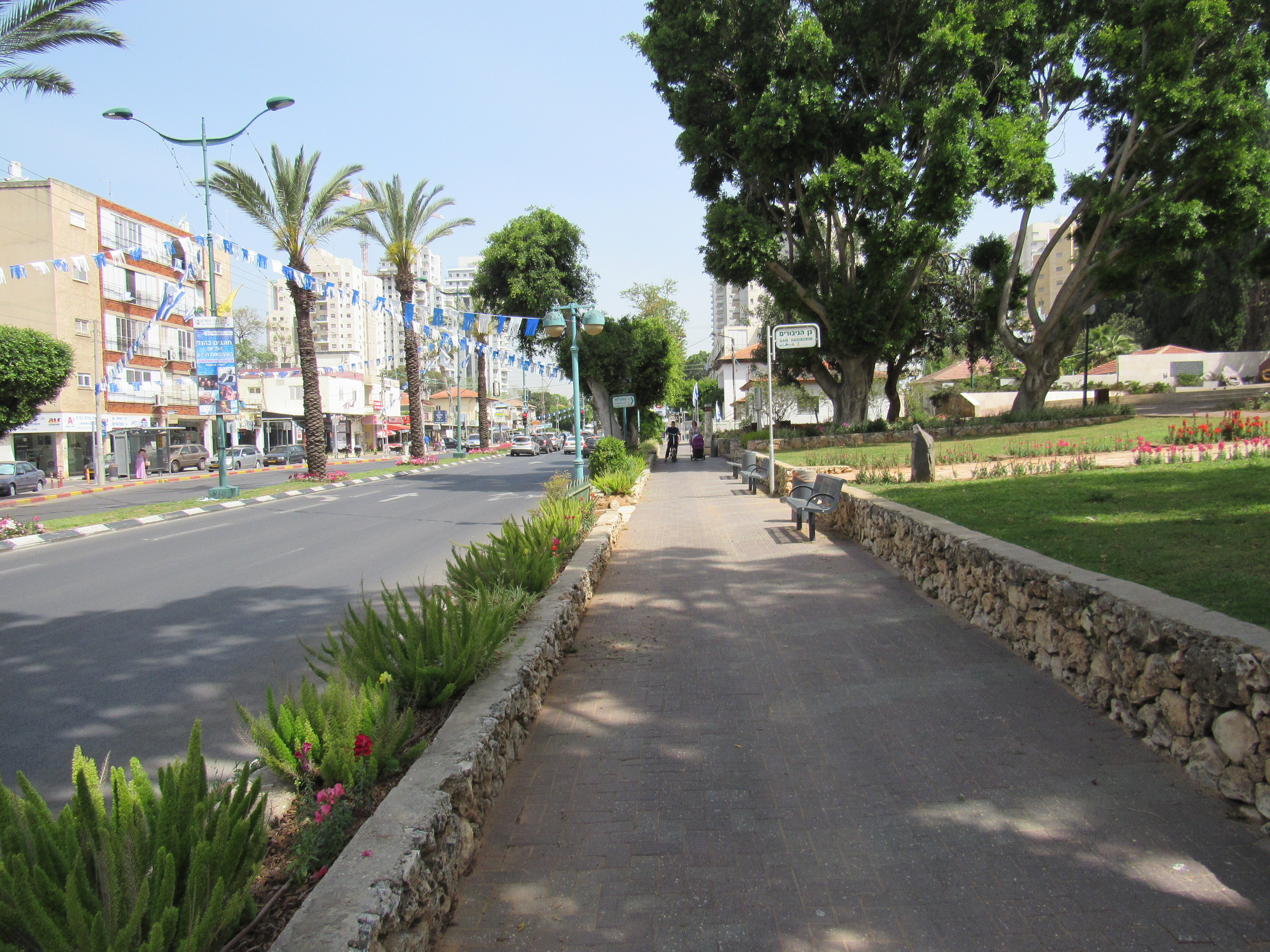
Hod HaSharon, Distrito Central de Israel

El distrito Central (en hebreo: מְחוֹז הַמֶּרְכָּז, Meḥoz haMerkaz; en árabe: المنطقة الوسطى) es una división administrativa de Israel, cuyos límites son al norte con el distrito de Haifa, al este con Cisjordania, al sureste con el distrito de Jerusalén, al sur con el distrito meridional, el oeste con el distrito de Tel Aviv y al suroeste y noroeste con el mar Mediterráneo. Su capital es la ciudad de Ramla. Posee una superficie de 1293 kilómetros cuadrados.

## Localidades

### Ciudades

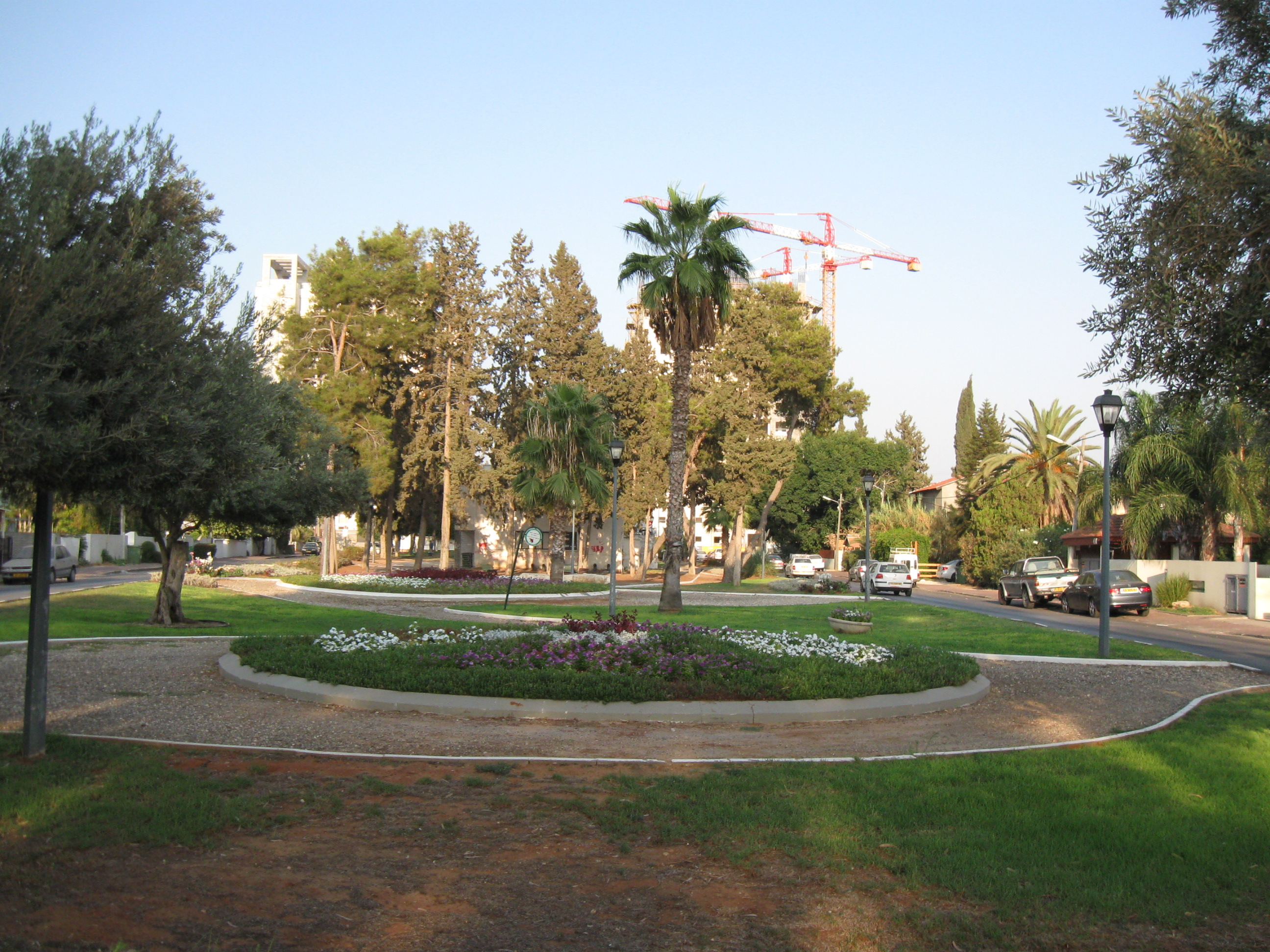
Yehud-Monosson

| Ciudad                 | Hebreo             | Árabe                |
| ---------------------- | ------------------ | -------------------- |
| Hod HaSharon           | הוד השרון          | هود هشارون           |
| Kfar Saba              | כפר סבא            | كفار سابا            |
| Lod                    | לוד                | اللد                 |
| Modi'in-Maccabim-Re'ut | מודיעין-מכבים-רעות | موديعين مكابيم ريعوت |
| Ness Tziona            | נס ציונה           | نيس تسيونا           |
| Netanya                | נתניה              | نتانيا               |
| Petaj Tikva            | פתח תקווה          | بيتح تكفا            |
| Qalansawe              | קלנסווה            | قلنسوة               |
| Ra'anana               | רעננה              | رعنانا               |
| Ramla                  | רמלה               | الرملة               |
| Rejovot                | רחובות             | رحوبوت/رحوفوت        |
| Rishon LeZion          | ראשון לציון        |                      |
| Rosh HaAyin            | ראש העין           | رأس العين            |
| Tayibe                 | טייבה              | الطيبة               |
| Tira                   | טירה               | الطيرة               |
| Yavne                  | יבנה               | يبنة                 |
| Yehud-Monosson         | יהוד-מונוסון       |                      |

### Concejos locales
| - Beer Yaakov - Beit Dgan - Bnei Aish - Elad - Elyakín - Even Yehuda - Gadera - Gan Yavne - Guivat Shmuel - Jaljulia - Kadima Tzoren - Kfar Bara | - Kfar Yona - Kfar Kasim - Kojav Yair - Mazkeret Batya - Neve Monosson - Pardesiya - Kiryat Ekron - Ramot HaShavim - Shavion - Shoham - Tel Mond - Zemer |

### Concejos regionales
- Brenner
- Drom HaSharon
- Gan Raveh
- Guederot
- Guezer
- Emek Hefer
- Hevel Modín
- Hevel Yavne
- Hof HaSharon
- Lev HaSharon
- Nahal Sorek
- Sdot Dan